# Arnaldo Ouana
Arnaldo Ouana (ur. 22 grudnia 1969) – mozambicki piłkarz grający na pozycji napastnika. W swojej karierze rozegrał 24 mecze i strzelił 6 goli w reprezentacji Mozambiku.

## Kariera klubowa
W swojej karierze piłkarskiej Ouana grał w klubach CD Costa do Sol i portugalskim SC Campomaiorense, w którym rozegrał 1 mecz w sezonie 1994/1995.

## Kariera reprezentacyjna
W reprezentacji Mozambiku Ouana zadebiutował 5 sierpnia 1990 w zremisowanym 0:0 towarzyskim meczu z Suazi, rozegranym w Lobambie. W 1996 roku powołano go do kadry na Puchar Narodów Afryki 1996. Na tym turnieju rozegrał trzy mecze grupowe: z Tunezją (1:1), z Wybrzeżem Kości Słoniowej (0:1) i z Ghaną (0:2). Od 1990 do 1999 rozegrał w kadrze narodowej 30 meczów i strzelił 7 goli.